# Castello di Viano (Viano)
Das Castello di Viano ist eine mittelalterliche Höhenburg in Viano in der italienischen Region Emilia-Romagna. Sie liegt in der Via Castello 9.

## Geschichte
Die Burg war bereits 1335 in Besitz der Familie Da Fogliano, wogegen 1370 eine neue Burg erbaut wurde, vermutlich nach Zerstörung der alten. Nach einer kurzen Zeit in Händen der D’Estes fiel sie zurück an die Da Foglianos, in deren Besitz sie bis 1589 blieb. Nach einer Zeit des Verfalls wurde das Castello di Viano in den 1970er-Jahren restauriert. Der gesamte Komplex der Siedlung und der Burg gehört heute der Familie Corti.

## Beschreibung
Die Anlage besteht aus einem hohen Turm mit quadratischem Grundriss, der mit Zinnen versehen ist, und der Herrenhaus mit Rundturm auf der Ostseite. Zwischen den beiden Gebäuden liegt die Siedlung. Der quadratische Turm, der sich in öffentlicher Hand befindet, wurde im 19. und im 20. Jahrhundert restauriert. Das Wohnhaus dagegen hat einen rechteckigen Grundriss und zwei Stockwerke. Die Fassade zeigt schmale, mittelalterliche Fenster und Türen in Sandstein und Terrakotta.